# 道の駅吉野路 黒滝
道の駅吉野路 黒滝（みちのえき よしのじ くろたき）は、奈良県吉野郡黒滝村長瀬にある国道309号の道の駅である。
2017年度（平成29年度）モデル「道の駅」（地域交通拠点部門）に選ばれた。

## 施設
- 駐車場
  - 普通車：50台
  - 大型車：5台
  - 身障者用駐車場：1台
- トイレ
  - 男：大・小8
  - 女：7
  - 身障者用：1
- 公衆電話
- 休憩コーナー
- 情報コーナー
- 観光案内
- 物産館
- レストラン
- 公園（芝生公園、親水公園）

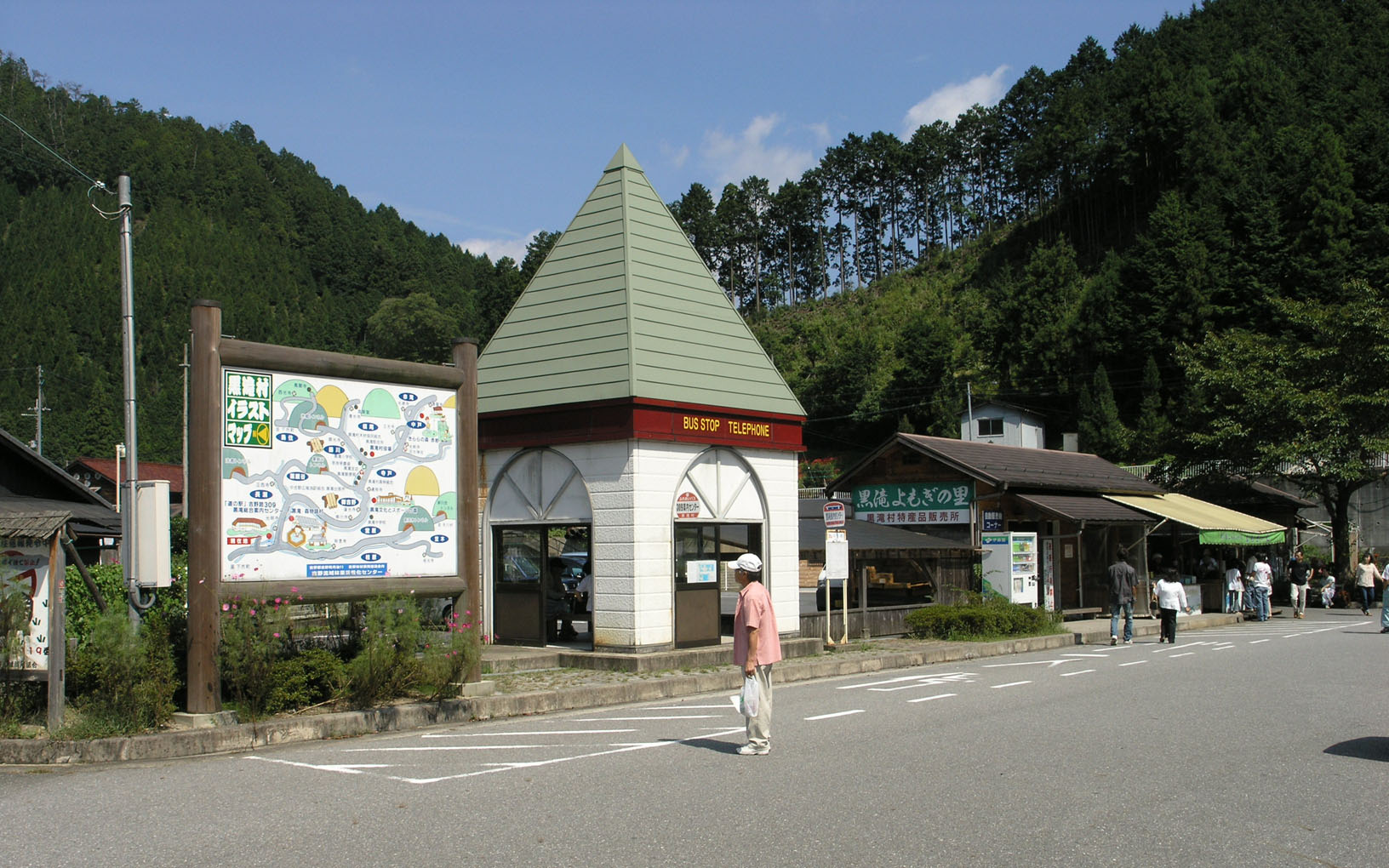
黒滝案内センターバス停（手前）
特産品販売所（奥）

- 奈良交通バス・黒滝案内センターバス停、黒滝ふれあいバス・309案内センターバス停

### 管理団体
- 黒滝村

## 休館日
- 年末年始

## アクセス
- 国道309号
- 奈良県道138号赤滝五條線

## 周辺
- 黒滝川
- 宿泊施設「森の交流館」
- 村立民俗資料館
- みよしのオートキャンプ場
- きららの森・赤岩
- 黒滝・文化とスポーツの森